# Дмитренко Христина Романівна
Христи́на Рома́нівна Дмитре́нко (нар. 31 травня 1999) — українська біатлоністка. Член національної збірної команди України з біатлону. Чемпіонка в гонці переслідуванні на ІІ зимових юнацьких Олімпійських іграх у Ліллегаммері.

## Біографія
Народилася 31 травня 1999 року. Навчається в Чернігівському інформаційно-технологічному ліцеї № 16.
Старша сестра Христини Валерія— також займається біатлоном.
У травні 2016 року під час проведення 37-го семінару ЄОК було прийнято рішення про нагородження Христини Дмитренко премією Європейських Олімпійських Комітетів імені Пьотра Нуровського.

## Виступи

### Виступи на чемпіонатах світу
| Змагання         | Індивідуальна | Спринт | Переслідування | Масстарт | Естафета | Змішана естафета | Одиночна змішана естафета |
| ---------------- | ------------- | ------ | -------------- | -------- | -------- | ---------------- | ------------------------- |
| 2024 Нове Место  | 8             | 12     | 26             | 27       | 5        | —                | —                         |
| 2025 Ленцергайде | 11            | 48     | 30             | 29       | 11       | 8                | —                         |

### Виступи на чемпіонатах Європи
| Змагання           | Індивідуальна | Спринт | Переслідування | Естафета | Змішана естафета | Одиночна змішана естафета |
| ------------------ | ------------- | ------ | -------------- | -------- | ---------------- | ------------------------- |
| 2024 Осрбліє       | —             | 3      | 35             | Н/Д      | 9                | —                         |
| 2025 Валь-Мартелло | —             | —      | —              | 8        | Н/Д              | Н/Д                       |

### Виступи на чемпіонатах світу серед юніорів
| Рік  | Місце проведення  | Інд | Спр | Пр | Ест |
| 2015 | Раубичі, Білорусь | 35  | 46  | 37 | —   |

### Юнацькі Олімпійські ігри
| Рік  | Місце проведення      | Спр | Пр | ЗЕ | ОЗЕ |
| 2016 | Ліллегаммер, Норвегія | 4   | 1  | 6  | 9   |

## Статистика Кубка світу
| 2023–2024 | Естерсунд | Естерсунд | Естерсунд | Естерсунд | Естерсунд | Гохфільцен | Гохфільцен | Гохфільцен | Ленцергайде | Ленцергайде | Ленцергайде | Обергоф | Обергоф | Обергоф | Рупольдінг | Рупольдінг | Рупольдінг | Антерсельва | Антерсельва | Антерсельва | Антерсельва | ЧС Нове Место | ЧС Нове Место | ЧС Нове Место | ЧС Нове Место | ЧС Нове Место | ЧС Нове Место | ЧС Нове Место | Осло | Осло | Осло | Осло | Юта | Юта | Юта | Кенмор | Кенмор | Кенмор | Підсумки | Підсумки |
| 2023–2024 | ЗМ        | Інд       | Ест       | Спр       | Пр        | Спр        | Ест        | Пр         | Спр         | Пр          | МС          | Спр     | Пр      | Ест     | Спр        | Ест        | Пр         | Інд         | МС          | ЗМ          | ОЗМ         | Спр           | Пр            | Інд           | МС            | Ест           | ЗМ            | ОЗМ           | Інд  | МС   | ЗМ   | ОЗМ  | Спр | Ест | Пр  | Спр    | Пр     | МС     | Очок     | Місце    |
| 2023–2024 | 8         | 43        | 12        | 49        | DNS       | —          | 10         | —          | 27          | 29          | 25          | 38      | 8       | 39      | —          | 5          | —          | 32          | —           | —           | 10          | 12            | 26            | 8             | 27            | 5             | —             | —             | —    | —    | —    | —    | —   | —   | —   | —      | —      | —      | 52       | 52       |